# Paolo Zacchia
Paolo Zacchia (1584-1659) fue un médico italiano, profesor de ciencias médicas y medicina forense, filósofo y poeta. Se le considera el padre de la medicina legal.
Se dice que fue médico personal del papa Inocencio X y del papa Alejandro VII. Zacchias también fue asesor legal de la Rota Romana, la más alta corte de apelaciones del Papa, y jefe del sistema médico en los Estados Pontificios. 
Su libro más conocido en tres volúmenes, Quaestiones medico-legales (1621-1651), estableció la medicina legal como tema de estudio y se convirtió en una referencia para toda cuestión relevante de la medicina y del derecho penal, civil y canónico. Esta obra, más que un tratado de teoría médica, es una inmensa compilación de casos prácticos, de fuentes normativas, de respuestas a las cuestiones más diversas que el médico se puede plantear: desde la simulación de la locura al aborto, de la invalidez a la posesión diabólica, o el estudio de los diferentes casos de impotencia masculina para establecer los que dan lugar a la anulación del matrimonio.